# Roxy Saint
Roxanne "Roxy" Saint (Los Ángeles, 5 de noviembre de 1977) es una cantante, compositora, música y actriz estadounidense, reconocida por su participación en la película de terror de 2008 Zombie Strippers y por liderar la banda de rock gótico Roxy Saint and the Blackouts.
En 2014 terminó la filmación en Las Vegas de la película Death in the Desert, cinta en la que Saint interpreta a Corey y toca una canción original del productor Chris Goss. Saint también se desempeñó como productora ejecutiva de la película, protagonizada por Michael Madsen, Shayla Beesley y Paz de la Huerta. A partir de entonces ha aparecido en las películas Thirty Nine y Caller ID: Entity, ambas en 2016.

## Filmografía
- 2016 - Caller ID: Entity como Gemini
- 2016 - Thirty Nine como Diamond
- 2015 - Death in the Desert como Cory
- 2008 - Zombie Strippers como Lilith